# Chaise à vertugadin
La chaise à vertugadin est un siège sans accoudoirs pour poser les bras, l’assise et le dossier étaient rembourrés, spécialement créé pour permettre aux femmes de s’asseoir malgré le système de bourrelets, appelé vertugadin, dont la considérable ampleur les empêchait d’utiliser une chaise à bras.
La chaise fut adoptée en France avec la mode de la robe à vertugadin, originaire d’Espagne puis d’Italie, au début du XVIIe siècle jusqu’à fin XVIIIe siècle (style Louis XIII et style Louis XIV).